# Perisama ochreipennis
Perisama ochreipennis är en fjärilsart som beskrevs av Butler 1873. Perisama ochreipennis ingår i släktet Perisama och familjen praktfjärilar. Inga underarter finns listade i Catalogue of Life.